# Seznam štědrovečerních pohádek České televize
Seznam štědrovečerních pohádek České televize uvádí přehled všech filmových pohádek, které byly premiérově vysílány Českou televizí na Štědrý večer. Česká televize uvádí každoročně od roku 1993 na Štědrý večer, kolem sedmé hodiny, na stanici ČT1 premiérově český pohádkový film. V prvních deseti letech to byly, se dvěma výjimkami, televizní premiéry celovečerních snímků, které již byly před tím promítány v kinech. Od roku 2003 naopak převažují televizní filmy vyrobené speciálně pro tuto příležitost, které si tak odbudou svoji premiéru.

## Seznam filmů
| Č. | Film                       | Režie              | Scénář                                                   | Premiéra v ČT     |
| --- | -------------------------- | ------------------ | -------------------------------------------------------- | ----------------- |
| 1 | Sedmero krkavců            | Ludvík Ráža        | Pavel Aujezdský                                          | 24. prosince 1993 |
| Televizní film. Na motivy pohádky Sedmero krkavců od Boženy Němcové.                                                 |                            |                    |                                                          |                   |
| 2 | Princezna ze mlejna        | Zdeněk Troška      | Vratislav Marek a Zdeněk Troška                          | 24. prosince 1994 |
| Kinopremiéra: 1. června 1994                                                                                         |                            |                    |                                                          |                   |
| 3 | Nesmrtelná teta            | Zdeněk Zelenka     | Zdeněk Zelenka                                           | 24. prosince 1995 |
| Kinopremiéra: 25. listopadu 1993. Volně na motivy pohádky Rozum a Štěstí od Karla Jaromíra Erbena.                   |                            |                    |                                                          |                   |
| 4 | Jak si zasloužit princeznu | Jan Schmidt        | Jan Schmidt a Václav Šašek                               | 24. prosince 1996 |
| Kinopremiéra: 2. února 1995. Na motivy pohádky Šternberk od Boženy Němcové.                                          |                            |                    |                                                          |                   |
| 5 | RumplCimprCampr            | Zdeněk Zelenka     | Helena Sýkorová a Zdeněk Zelenka                         | 24. prosince 1997 |
| Televizní film. Na motivy pohádek Hrášková princezna a Rumprcimprcampr od Jana Wericha.                              |                            |                    |                                                          |                   |
| 6 | Lotrando a Zubejda         | Karel Smyczek      | Zdeněk Svěrák                                            | 24. prosince 1998 |
| Kinopremiéra: 11. září 1997. Na motivy pohádek Velké loupežnické, O princezně Solimánské a Doktorské od Karla Čapka. |                            |                    |                                                          |                   |
| 7 | Císař a tambor             | Václav Křístek     | Václav Křístek                                           | 24. prosince 1999 |
| Kinopremiéra: 29. října 1998. Na motivy pověstí o císaři Josefu II.                                                  |                            |                    |                                                          |                   |
| 8 | Král sokolů                | Václav Vorlíček    | Ondrej Šulaj                                             | 24. prosince 2000 |
| Kinopremiéra: 9. března 2000. Na motivy novely Sokolník Tomáš od Jozefa Cígera-Hronského.                            |                            |                    |                                                          |                   |
| 9 | Princezna ze mlejna 2      | Zdeněk Troška      | Zdeněk Troška a Vratislav Marek                          | 24. prosince 2001 |
| Kinopremiéra: 3. února 2000                                                                                          |                            |                    |                                                          |                   |
| 10 | Královský slib             | Kryštof Hanzlík    | František Pavlíček                                       | 24. prosince 2002 |
| Kinopremiéra: 13. září 2001                                                                                          |                            |                    |                                                          |                   |
| 11 | O svatební krajce          | Jiří Chlumský      | Irena Pavlová                                            | 24. prosince 2003 |
| Televizní film |                            |                    |                                                          |                   |
| 12 | Čert ví proč               | Roman Vávra        | námět: Miloš Macourek scénář: Ondrej Šulaj a Roman Vávra | 24. prosince 2004 |
| Kinopremiéra: 27. února 2003                                                                                         |                            |                    |                                                          |                   |
| 13 | Království potoků          | Pavel Jandourek    | Roman Ludva                                              | 24. prosince 2005 |
| Televizní film |                            |                    |                                                          |                   |
| 14 | Anděl Páně                 | Jiří Strach        | Lucie Konášová                                           | 24. prosince 2006 |
| Kinopremiéra: 3. listopadu 2005. Na motivy pohádek Boženy Němcové.                                                   |                            |                    |                                                          |                   |
| 15 | Tři životy                 | Jiří Strach        | Věra Šašková a Václav Šašek                              | 24. prosince 2007 |
| Televizní film. Na motivy pohádek Boženy Němcové.                                                                    |                            |                    |                                                          |                   |
| 16 | Kouzla králů               | Zdeněk Zelenka     | Zdeněk Zelenka                                           | 24. prosince 2008 |
| Televizní film |                            |                    |                                                          |                   |
| 17 | Láska rohatá               | Hynek Bočan        | Karel Žalud                                              | 24. prosince 2009 |
| Televizní film |                            |                    |                                                          |                   |
| 18 | Peklo s princeznou         | Miloslav Šmídmajer | Miroslav Buberle                                         | 24. prosince 2010 |
| Kinopremiéra: 29. ledna 2009                                                                                         |                            |                    |                                                          |                   |
| 19 | Micimutr                   | Vít Karas          | Irena Dousková                                           | 24. prosince 2011 |
| Kinopremiéra: 17. listopadu 2011                                                                                     |                            |                    |                                                          |                   |
| 20 | Dvanáct měsíčků            | Karel Janák        | Jana Janíková a Karel Janák                              | 24. prosince 2012 |
| Televizní film. Na motivy pohádky O dvanácti měsíčkách od Boženy Němcové.                                            |                            |                    |                                                          |                   |
| 21 | Duch nad zlato             | Zdeněk Zelenka     | Zdeněk Zelenka                                           | 24. prosince 2013 |
| Televizní film. Na motivy pohádky Křesadlo od Hanse Christiana Andersena.                                            |                            |                    |                                                          |                   |
| 22 | Princezna a písař          | Karel Janák        | Rudolf Merkner                                           | 24. prosince 2014 |
| Televizní film |                            |                    |                                                          |                   |
| 23 | Korunní princ              | Karel Janák        | Petr Hudský                                              | 24. prosince 2015 |
| Televizní film |                            |                    |                                                          |                   |
| 24 | Pravý rytíř                | Martin Dolenský    | Petr Hudský                                              | 24. prosince 2016 |
| Televizní film |                            |                    |                                                          |                   |
| 25 | Anděl Páně 2               | Jiří Strach        | Jiří Strach a Marek Epstein                              | 24. prosince 2017 |
| Kinopremiéra: 1. prosince 2016                                                                                       |                            |                    |                                                          |                   |
| 26 | Kouzelník Žito             | Zdeněk Zelenka     | Zdeněk Zelenka                                           | 24. prosince 2018 |
| Televizní film |                            |                    |                                                          |                   |
| 27 | Princezna a půl království | Karel Janák        | Petr Hudský                                              | 24. prosince 2019 |
| Televizní film |                            |                    |                                                          |                   |
| 28 | O vánoční hvězdě           | Karel Janák        | Karel Janák a Michal Čunderle                            | 24. prosince 2020 |
| Televizní film |                            |                    |                                                          |                   |
| 29 | Jak si nevzít princeznu    | Karel Janák        | Petr Hudský                                              | 24. prosince 2021 |
| Televizní film |                            |                    |                                                          |                   |
| 30 | Tajemství staré bambitky 2 | Ivo Macharáček     | Evžen Gogela a Ivo Macharáček                            | 24. prosince 2022 |
| Kinopremiéra: 10. února 2022                                                                                         |                            |                    |                                                          |                   |
| 31 | Klíč svatého Petra         | Karel Janák        | Petr Hudský                                              | 24. prosince 2023 |
| Televizní film |                            |                    |                                                          |                   |
| 32 | Tři princezny              | Tomáš Pavlíček     | Hana Cielová a Zdeněk Jecelín                            | 24. prosince 2024 |
| Televizní film |                            |                    |                                                          |                   |